# الملكة (فلم 2024)
الملكة هو فيلمٌ مصري ٌ بدأ عرضه في 17 يناير 2024.

## قصة الفيلم
ماجدة (هالة صدقي)، سيدة تمتلك نادياً رياضياً. تتعرض لعدد من المشاكل، وتسعى بمساعدة أصدقاءها، والمقربين منها إلى استرجاع حقوقها.

## إنتاج الفيلم
الفيلم من تأليف هشام هلال وأحمد رمزي، وإخراج سامح عبد العزيز، ومن بطولة هالة صدقي، ورانيا يوسف، وباسم سمرة، ومحمد رضوان، ودينا، وبدرية طلبة، وكريم عفيفي، وعارفة عبد الرسول، وشيرين رضا، ومحمد محمود، وانتصار، ودارين حداد، وعدد من ضيوف الشرف من بينهم حسن الرداد، وأوس أوس.
كان الفيلم يحمل اسم كتف رباعي، لكن قررت الشركة المنتجة تغييره للاسم الحالي الملكة. وهو أول ظهور لهالة صدقي في السينما بعد فيلم آخر ديك في مصر عام 2017.

## إيرادات الفيلم
لم يستطع الفيلم تحقيق إيراداتٍ كبيرةٍ ولذلك رُفع من دور العرض في 1 فبراير 2024 بعد حوالي أسبوعين من بدء عرضه محققاً 456,000 جنيه. ومع ذلك فإن الفيلم احتل المركز السادس في منصة نتفليكس عندما طُرح على المنصة في يناير 2025.